# Sân bay quốc tế Samos
Sân bay quốc tế Samos (cũng gọi là Aristarchos) (IATA: SMI, ICAO: LGSM) là một sân bay trên đảo Samos, Hy Lạp.

## Các hãng hàng không và các tuyến điểm
- Aegean Airlines (Athens)
- airberlin (Berlin-Tegel)
- Olympic Airlines (Athens, Mytilene, Rhodes, Thessaloniki)
- Scandinavian Airlines (Copenhagen, Tromso, Oslo, Stavanger, Bergen, Bodo, Stockolm, Trondheim, (Seasonal))
- Transavia.com (Amsterdam Schiphol)

## Tham khảo

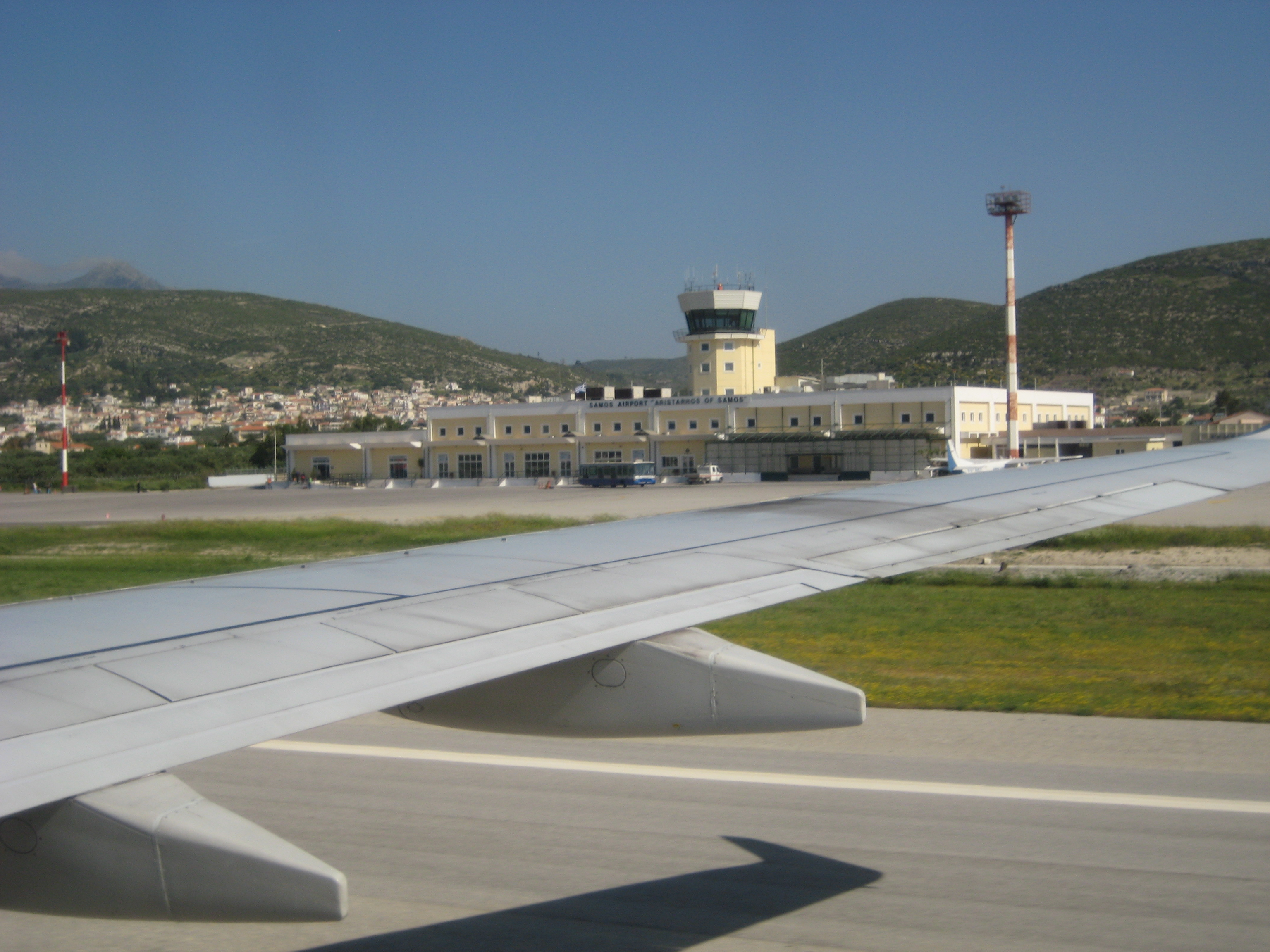
Sân bay Samos nhìn từ một chiếc Boeing 737-800